# 라디칼 중합
라디칼 중합(Radical polymerization)은 고분자 중합의 유형 중 하나로, 활성 중심이라고 하는 말단 자유 라디칼 반응성 자리에 불포화 단량체 분자가 연속적으로 첨가되며 성장하는 방식의 중합이다. 성장하는 사슬 라디칼은 단량체 분자의 π 결합을 공격하여 결합이 균형적으로 깨지게 한다. 각 단량체가 첨가됨에 따라 활성 중심은 새롭게 생성된 사슬 끝으로 옮겨진다.
라디칼 중합은 고분자 과학의 태동부터 현재까지 활발하게 사용되고 있다. 거의 모든 불포화 단량체가 사슬 중합 중 라디칼 중합으로 가능하기 때문에 다양한 형태의 중합이 행해지고 있다.

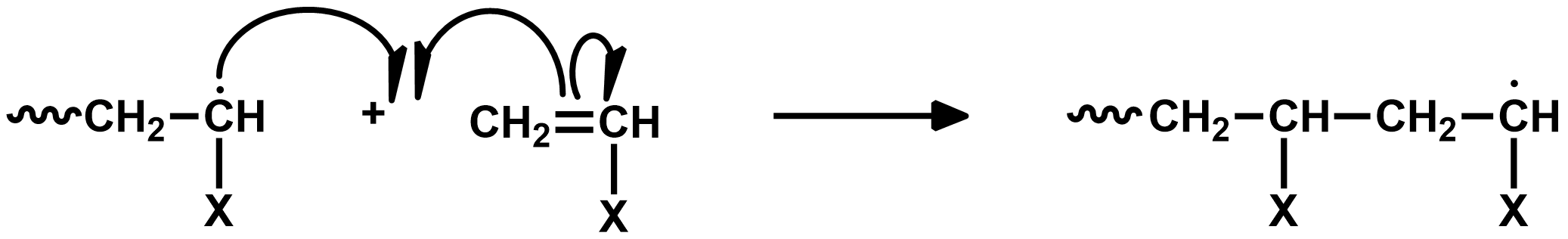
그림 1. 라디칼 중합에서의 단량체 첨가

## 메커니즘

### 개시(Initiation)
개시는 자유 라디칼 활성 중심의 생성을 포함하며, 보통 두 단계에 걸쳐 일어난다. 첫 번째 단계는 개시제로부터 자유 라디칼이 생성되는 단계이고, 두 번째 단계는 자유 라디칼이 단량체 분자에 첨가되는 단계이다.
자유 라디칼의 생성에는 두 가지 주요한 방법이 관여한다. 하나는 단일 결합의 균형 분해(homolysis)로, 결합하고 있는 전자쌍이 본래의 결합에 관여한 두 개의 원자로 하나씩 이동하는 것을 의미한다. 나머지 하나는 한 화학종으로부터 다른 화학종으로 1개의 전자가 이동하는 단일 전자 이동 과정(single electron transfer)이다.

#### 열분해(Thermolysis)를 통한 개시

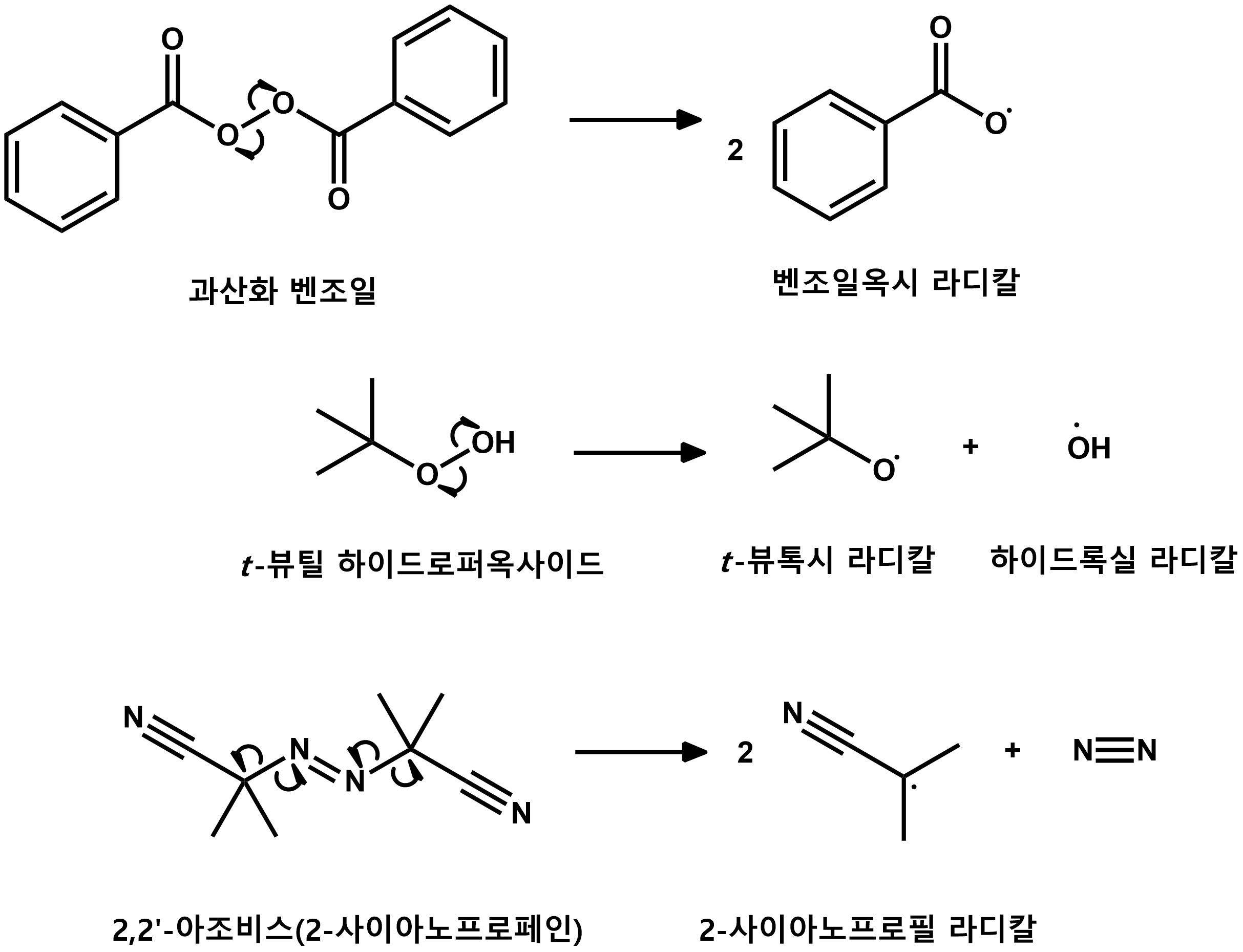
그림 2. 열개시제

균형 분해가 열에 의해 영향을 받으며, 약 50 ℃ 이상에서 충분한 속도로 열분해가 발생하는 약한 결합을 가진 화합물에서 일어난다. 과산화기나 아조기를 가진 화합물은 특히 유용한 개시제이다. 이러한 균형 분해는 보통의 60~90 ℃의 온도 범위에서 자유 라디칼 중합을 개시하는 데 폭넓게 사용되고 있다.

#### 광분해(Photolysis)를 통한 개시

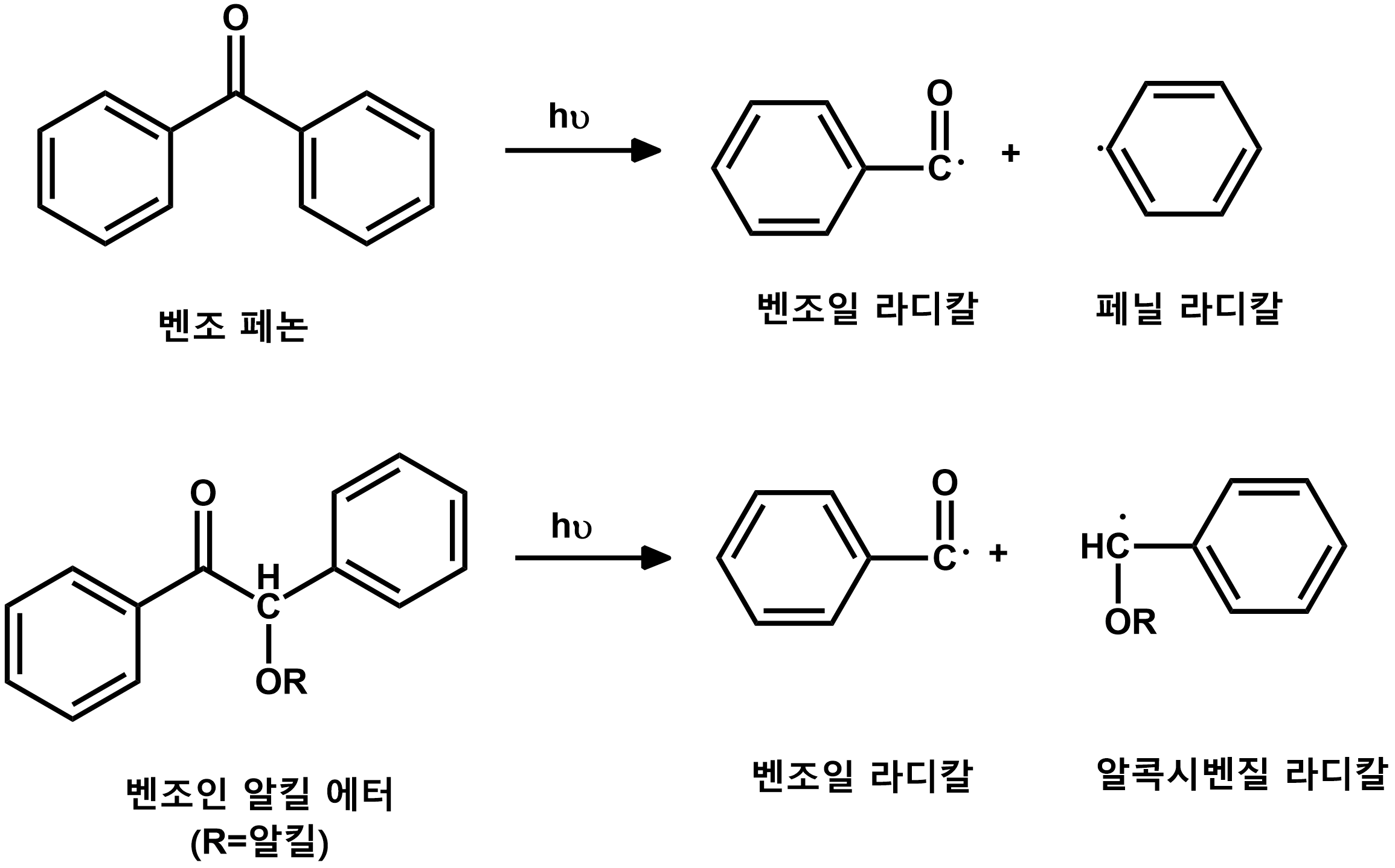
그림 3. 광화학 개시제

균형 분해가 빛 작용(보통 자외선)으로 일어나는 광분해에 의해 일어난다. 벤조페논과 벤조인 유도체(예: 벤조인 알킬 에터)는 자외선 복사에 노출되었을 때 효과적으로 분해할 수 있는 일반적인 광화학 개시제이다. 광분해의 장점은 광원의 순간적인 조사에 의해 자유 라디칼이 형성되고, 광원이 제거되면 즉시 멈춘다는 것이다.

#### 산화 환원(Redox) 개시

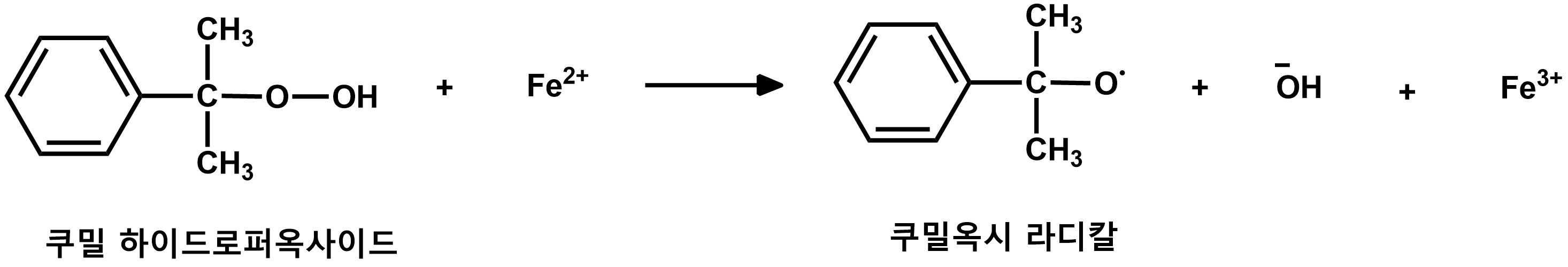
그림 4. 쿠밀옥시 라디칼의 형성

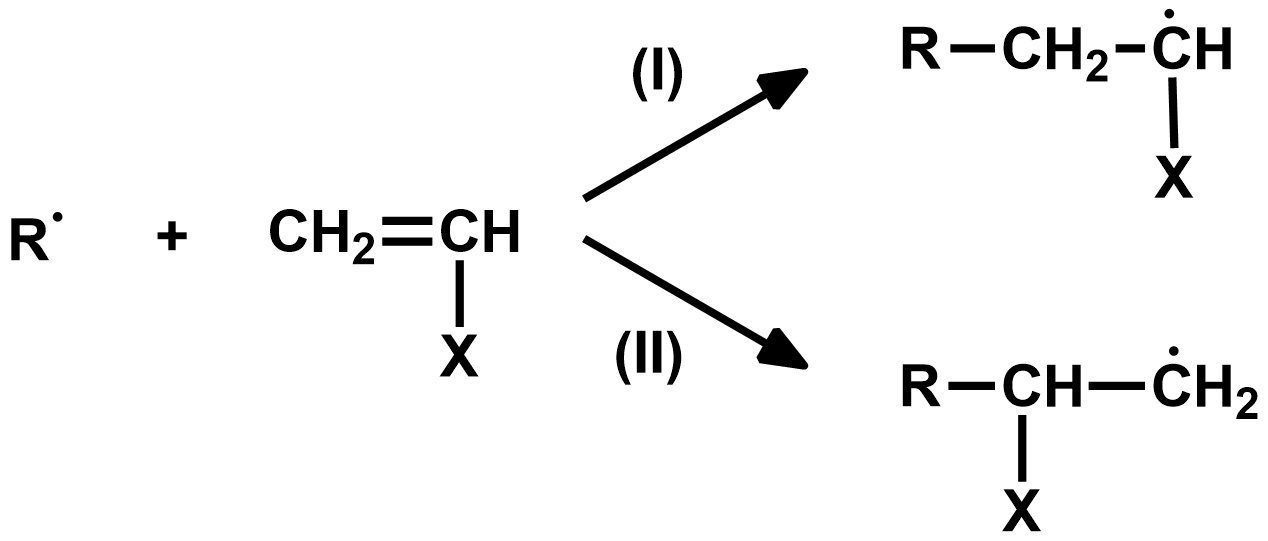
그림 5. 활성 중심의 형성

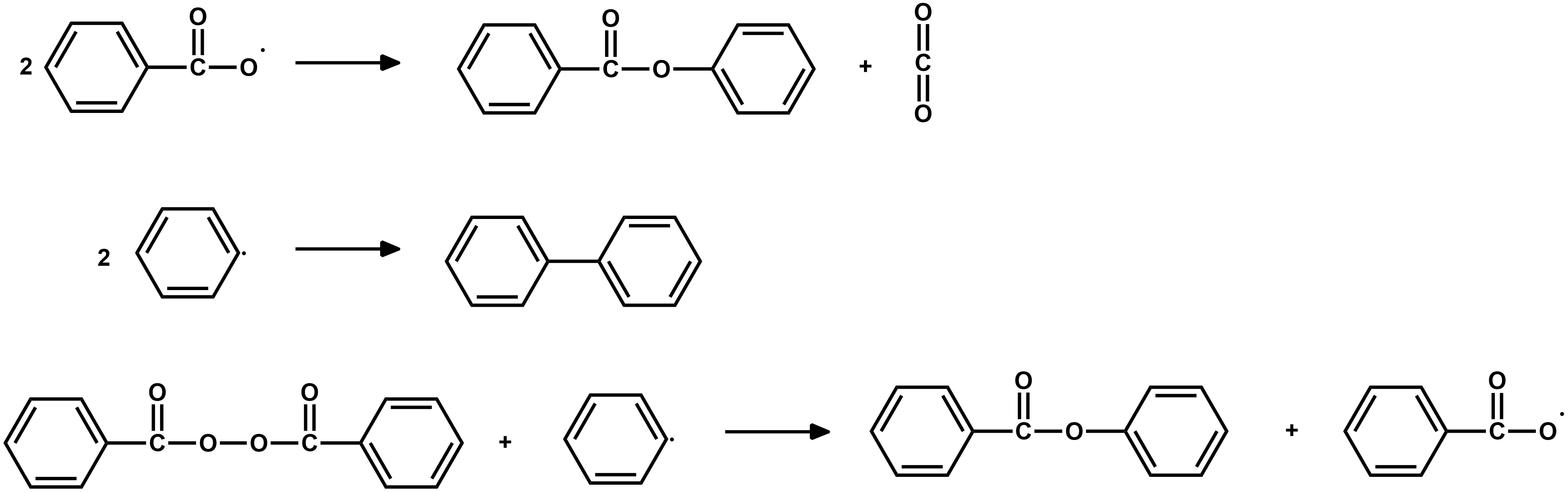
그림 6. 라디칼의 부반응에 의한 소멸

산화 환원 반응은 종종 낮은 온도(통상 50℃ 이하)에서 자유 라디칼 중합을 시행할 때 사용된다. 예를 들어, 다음에 나타낸 것처럼 {\displaystyle {\ce {Fe^2+}}} 이온이 쿠밀 과산화 수소의 {\displaystyle {\ce {OH}}}기 산소 원자에 전자를 제공하고 인접한 {\displaystyle {\ce {O-O}}} 과산화 결합은 균형 분해된다. 즉, {\displaystyle {\ce {OH}}}기의 산소 원자는 두 번째 전자를 받아 수산화 이온({\displaystyle {\ce {OH-}}})이 되고, 과산화 결합으로부터 남아 있는 산소 원자는 또 하나의 과산화 결합 전자를 받아 쿠밀옥시 라디칼이 된다.
활성 중심은 개시의 두 번째 단계에서 형성되는데, 개시 반응에서 생성된 하나의 자유 라디칼 {\displaystyle \mathrm {R} \cdot }이 단량체 첨가와 같은 화학 반응에 의해 단량체 분자의 π 결합을 공격할 때 발생한다. 활성 중심은 아래와 같이 두 가지 방식으로 형성 가능하다. 방식 (I)이 우세한데, 이는 메틸렌 탄소를 공격하는 것이 입체 장애를 덜 받으며, (라디칼의 입체 안정화를 주고 또한 공명 안정화에 기여하는) 치환기 {\displaystyle {\ce {X}}}의 영향 때문에 생성되는 라디칼이 더욱 안정하기 때문이다.
개시제에서 생성된 모든 라디칼이 단량체와 모두 반응하는 것은 아니고, 다음과 같은 과산화 벤조일의 예처럼 부반응에 의해 소멸되기도 한다. 마지막 반응 유형은 유도 분해(induced decomposition)라고 알려져 있으며, 과산화물 개시제의 소비에 큰 영향을 준다.

### 성장(Propagation)
성장은 활성 중심에 단량체가 연속적으로 빠르게 첨가되며 고분자가 자라는 과정이다. 각 단량체가 첨가되는 데 필요한 시간은 통상적으로 1,000분의 1초 수준이므로 수천 번의 첨가가 몇 초 안에 발생한다.

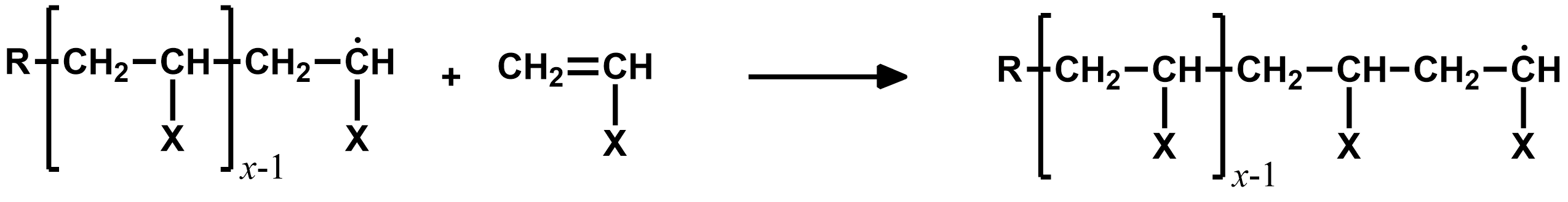
그림 7. 성장의 일반적인 형태

### 종결(Termination)
종결 단계에서 활성 중심은 비가역적으로 파괴되어 성장은 멈춘다. 라디칼 중합체에서 두 가지 가장 일반적인 종결 메커니즘은 성장하는 사슬의 이분자(bimolecular) 반응이다.

#### 조합(Combination)

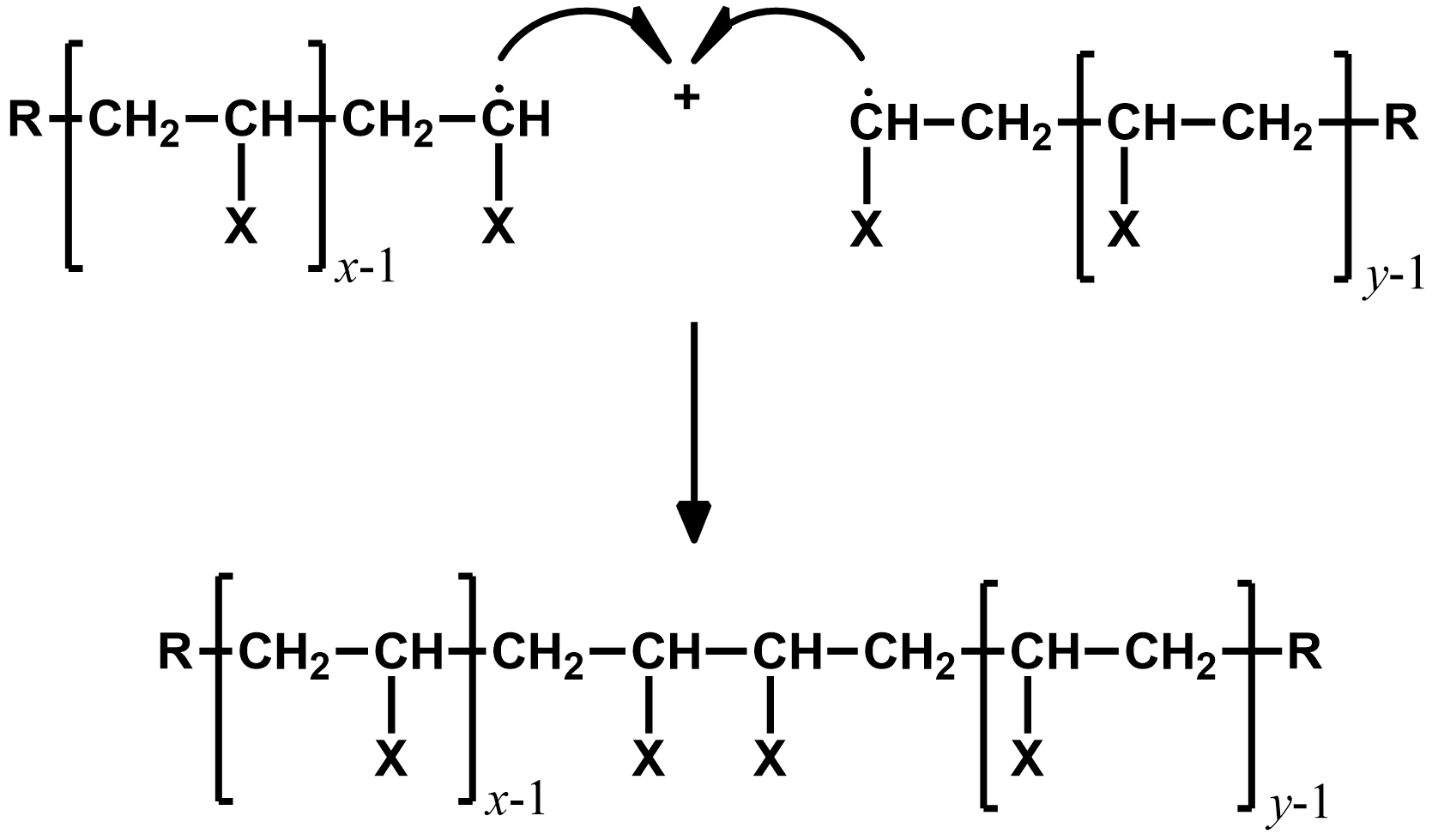
그림 8. 조합

조합은 성장하는 두 개의 사슬이 연결되어 하나의 고분자가 되는 것이다. 여기서 {\displaystyle x,y}는 조합 반응에 앞서 각 사슬 라디칼의 중합도이다. 중합도 {\displaystyle (x+y)}를 가진 하나의 고분자 분자는 사슬 양 말단에 개시제의 일부({\displaystyle \mathrm {R} }기)를 포함하고, 라디칼 연결 반응은 '머리-머리' 연결을 형성한다.

#### 불균등화 반응(Disproportionation)

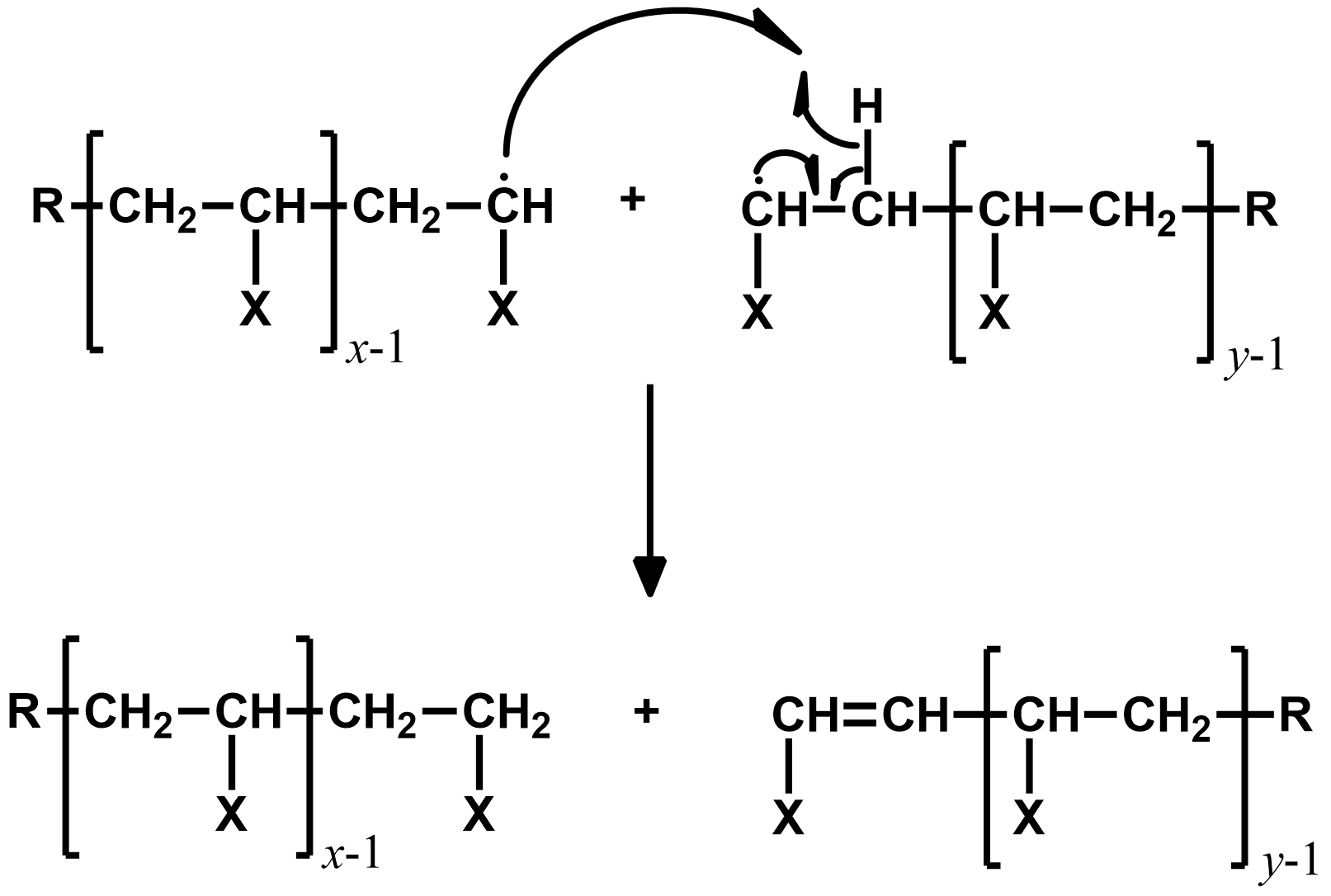
그림 9. 불균등화 반응

불균등화 반응은 하나의 성장하는 사슬 라디칼의 끝에서 두 번째 {\displaystyle {\ce {C}}} 원자로부터 수소 원자가 추출되어 다른 성장 사슬 라디칼로 옮겨가는 것을 의미한다. 또한 {\displaystyle {\ce {C-H}}} 결합의 남은 전자는 사슬의 {\displaystyle {\ce {C}}} 원자의 홀전자와 결합하여 말단에 π 결합을 형성한다. 따라서 각각 중합도 {\displaystyle x}와 {\displaystyle y}를 가진 두 개의 죽은(dead) 고분자 분자가 생성되며, 하나는 포화 말단기를, 다른 하나는 불포화 말단기를 갖게 된다. 또한 두 고분자 사슬 모두 한쪽 사슬 말단에 개시제의 일부를 포함하고 있다.

### 사슬 이동(Chain transfer)
사슬 이동 반응은 대부분의 사슬 중합에서 일어나며, 활성 사슬 말단의 활성 중심이 다른 화학종으로 이동하는 것을 의미한다. 사슬 라디칼은 {\displaystyle {\ce {TA}}}로부터 {\displaystyle {\ce {T}}} (보통 수소 또는 할로젠 원자)를 빼내어 {\displaystyle {\ce {T-A}}} 결합의 균형 분해를 일으키며, 이로 인해 죽은 고분자 분자와, 새로운 사슬의 성장을 개시하기 위해 단량체 분자와 반응할 수 있는 라디칼 {\displaystyle \mathrm {A} \cdot }가 생성된다.

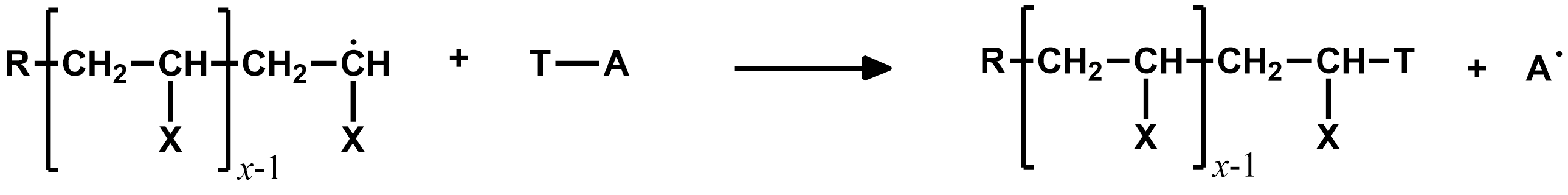
그림 10. 사슬 이동 반응의 일반적인 형태

#### 작은 분자들로의 사슬 이동

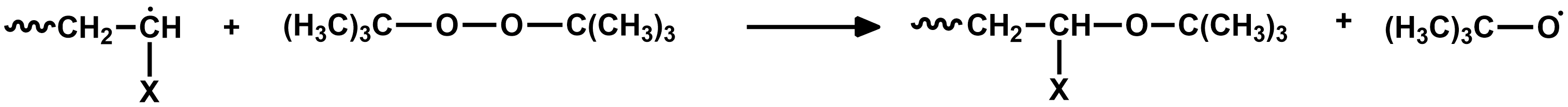
그림 11. t-뷰틸 과산화물로의 사슬 이동

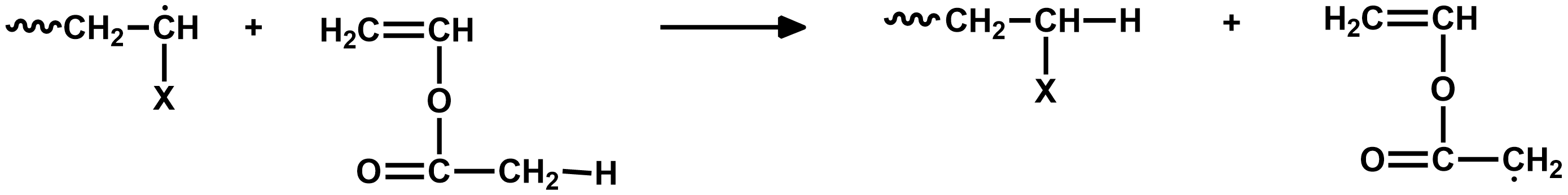
그림 12. 아세트산 바이닐로의 사슬 이동

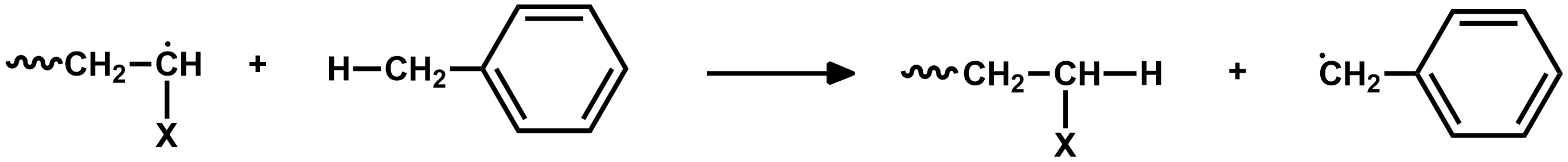
그림 13. 톨루엔으로의 사슬 이동

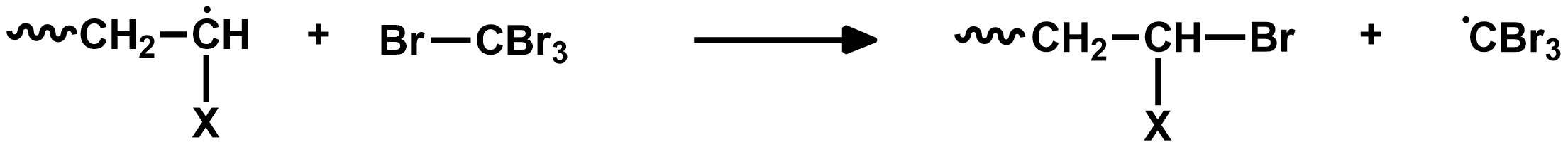
그림 14. 테트라브로민화 탄소로의 사슬 이동

- 개시제로의 사슬 이동

개시제로의 사슬 이동은 고분자 사슬을 종결시키고 새로운 라디칼 개시제를 생성한다. 이 개시제는 새로운 고분자 사슬의 성장을 시작할 수 있다.
- 단량체로의 사슬 이동

단량체로의 사슬 이동은 상업적으로 중요한 단량체인 아세트산 바이닐을 예로 들 수 있는데, 생성된 라디칼은 중합을 재개시키는 데다가 말단 {\displaystyle {\ce {C=C}}} 결합을 가지기 때문에 그것 자체로 중합할 수 있어, 결과적으로 생성되는 고분자인 긴 사슬 가지를 형성하는 결과를 초래한다.
- 용매로의 사슬 이동

많은 단량체와 고분자의 양용매(good solvent)인 톨루엔의 경우, 사슬 라디칼은 벤젠 고리의 {\displaystyle {\ce {H}}} 원자보다는 벤질 자리 {\displaystyle {\ce {H}}} 원자를 빼내는데, 이 과정이 벤젠 고리 주위 홀전자의 비편재화에 의해 공명적으로 안정한 벤질 라디칼을 생성하기 때문이다. 이 현상은 벤젠 고리로부터 수소 추출에 의해 생성된 아릴 라디칼의 경우에는 발생하지 않는다.
- 이동제로의 사슬 이동

{\displaystyle {\ce {CBr4}}}는 활동성이 높아 아주 적은 양으로도 사슬 이동이 가능한 반면, 생성된 고분자 사슬은 매우 짧다. 이러한 화합물은 매우 적은 양으로도 중합도를 효과적으로 조절할 수 있기 때문에 이동제(개질제, 조절제)라고 한다.

#### 고분자로의 사슬 이동
고분자로의 분자 내 사슬 이동, 즉 되물기 반응(backbiting)은 짧은 사슬 가지를 형성시키는 반면 고분자 간 사슬 이동 반응은 긴 사슬 가지를 형성시킨다. 저밀도 폴리에틸렌(LDPE)을 만드는 데 이용되는 고온 고압에서의 에틸렌 중합은 고분자로의 사슬 이동의 중요성을 나타내는 예이다. LDPE에서 사슬 가지는 고분자의 결정도(crystallinity)를 제한시키는데, 선형 폴리에틸렌(녹는점 135~140 ℃, 결정도 약 90%)에 비해 LDPE는 매우 낮은 녹는점(105~115 ℃)과 결정도(45~50%)를 나타낸다. 또한 긴 사슬은 용융 상태에서 LDPE의 점탄성에 중요한 영향을 미친다.

## 비선형 라디칼 중합
한 개 이상의 {\displaystyle {\ce {C=C}}} 결합을 가지는 공단량체(comonomer)를 포함하는 라디칼 중합을 시행하면 단순한 사슬형의 고분자가 아닌 가지를 가지는 고분자 사슬을 합성할 수 있다. 다음의 두 예는 라디칼 공중합에 의한 가교 고분자의 생산에 대한 두 가지 주요한 방법들이다.

### 가교 단량체를 갖는 비선형 라디칼 중합
분자 내에 하나 이상의 {\displaystyle {\ce {C=C}}} 이중 결합을 가지는 단량체를 가교 단량체라고 한다. 이러한 단량체와 공중합을 실시하면 가지형 혹은 망상(網狀) 고분자를 얻을 수 있다. 합성된 비선형 고분자 내의 접합점(junction)들은 가교 단량체 내의 {\displaystyle {\ce {C=C}}} 이중 결합 사이의 연결에 의해 이루어진다. 가교도(Degree of crosslinking)는 가교 고분자의 몰 분율, 사용된 단량체 내에 존재하는 {\displaystyle {\ce {C=C}}} 결합의 반응성 차이, 전체적인 전환(conversion)에 따라 결정된다. 가교 고분자는 대개 가공이 어려우므로 이용하기 쉬운 형태로 바로 제작하며, 따라서 용매를 사용하지 않는 중합 공정을 이용한다. 이러한 공중합체의 대표적인 예로 친수성을 띠며 수팽창성을 가지는(물에 팽윤되는) 망상 고분자인 하이드로젤[예: 소프트 콘택트 렌즈에 사용되는 가교된 폴리(2-하이드록시에틸메타크릴레이트)]가 있다.

### 불포화 고분자를 갖는 비선형 라디칼 중합
주사슬에 매달리거나 말단에 {\displaystyle {\ce {C=C}}} 결합을 갖는 고분자에서 단량체의 중합은 분기(branching) 혹은 가교(crosslinking)를 일으킬 수 있다. 불포화 예비중합체(prepolymer)는 단량체 내에서 진한 용액으로 공급되는데, 이것은 단량체와 예비중합체 {\displaystyle {\ce {C=C}}} 결합들의 자유 라디칼 공중합이 가교 사슬들을 만들기 전 유리 섬유 강화 복합체를 적시기 위해 점도를 줄이는 용매로서 작용한다. 최종 물질의 가교도는 불포화 예비중합체 내의 {\displaystyle {\ce {C=C}}} 결합의 농도, 예비중합체의 농도, 단량체의 농도 등에 의해 제어된다. 이러한 공중합의 대표적인 예로 폴리에스터 수지가 존재한다.

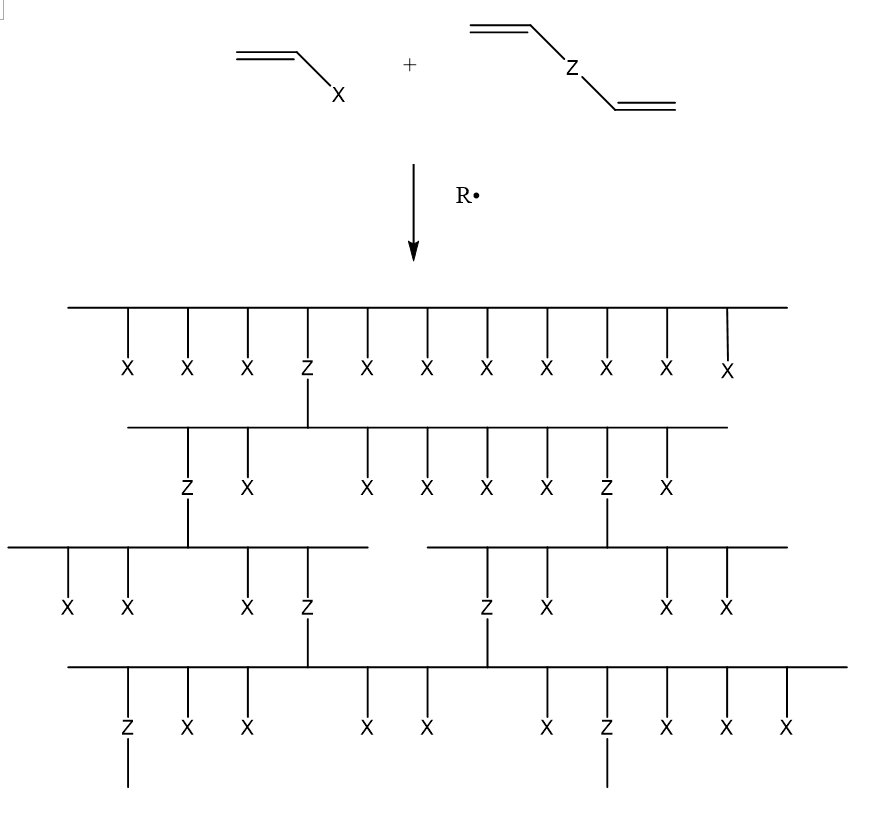
그림 15. 모노올레핀이 다이올레핀과 공중합된 단순한 경우에 대해 라디칼 공중합에 의한 비선형 고분자의 형성. {\displaystyle {\ce {X}}}는 모노올레핀 단량체의 치환기, {\displaystyle {\ce {Z}}}는 다이올레핀 단량체의 연결기이며, {\displaystyle \mathrm {R} \cdot }은 자유 라디칼 개시제로부터 온 일차 라디칼이다.
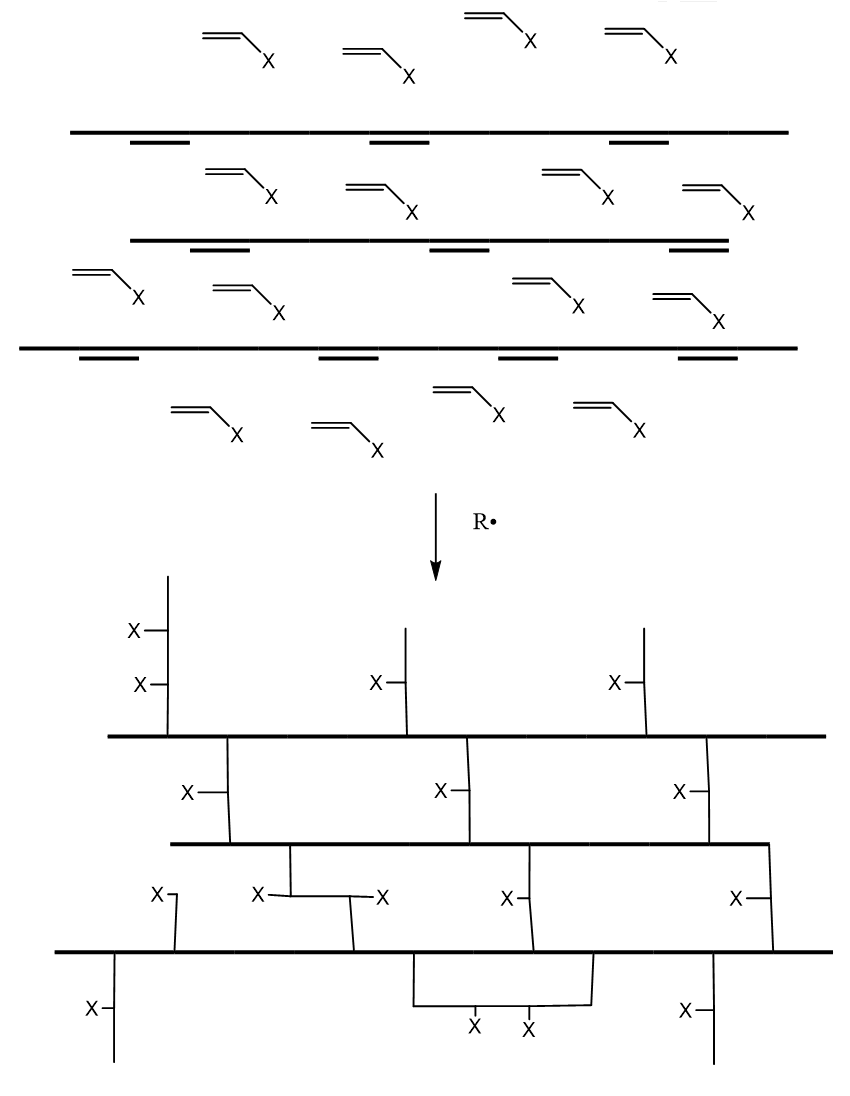
그림 16. 단량체()에 용해된 불포화 예비중합체(두꺼운 선)의 자유 라디칼 가교 중합을 나타낸 그림. 불포화된 예비중합체에서 {\displaystyle {\ce {C=C}}} 결합과 단량체의 공중합은 가교를 만든다.

## 가역-비활성화 라디칼 중합
성장 중인 고분자 사슬이 조합, 불균등화, 또는 사슬 이동 등에 의해 종결되는 메커니즘이 없다면, 사슬은 활성 중심을 잃지 않고 단량체가 존재하는 한 계속 성장한다. 이것을 리빙(living) 중합이라고 한다. 리빙 중합을 통해 좁은 몰 질량 분포를 갖는 고분자(일정한 질량 및 길이의 고분자 사슬)을 형성할 수 있으며 공중합체 구조를 쉽게 조절할 수 있다.

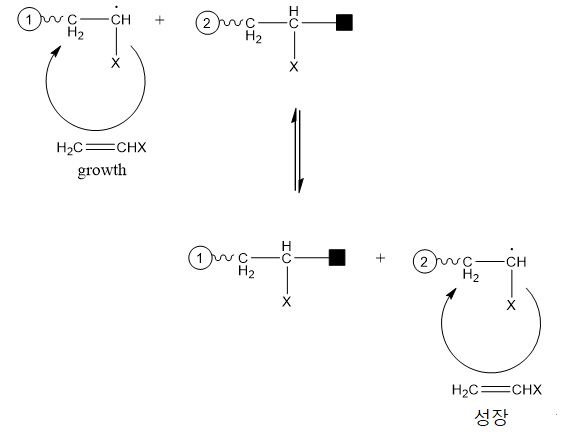
그림 18. 개시제로부터 생성된 라디칼에 비해 더 많은 수의 캐핑된 분자들이 존재한다. 이 보통의 자유 라디칼 중합에서와 비슷하게 유지되므로 속도가 느려지지 않는다.

가역-비활성화 라디칼 중합은 라디칼을 활성 중심으로 하여 이러한 리빙 중합을 수행한다. 가역-비활성화 라디칼 중합의 기본 원리는 사슬 라디칼을 가역적인 활성과 비활성화 상태의 평형에 위치시킴으로써 활성을 유지하는 것이다.
일반적으로 가역-비활성화 라디칼 중합은 다음의 두 메커니즘 중 하나를 이용한다.
- 사슬 라디칼의 가역적인 말단 캐핑

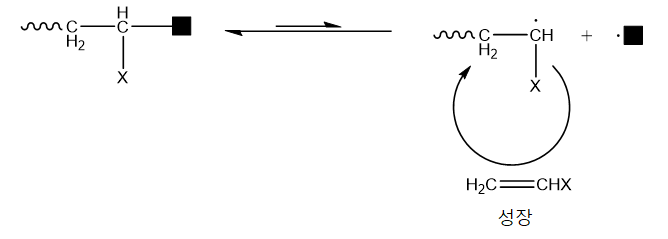
그림 17. 이 빠르게 감소하여 정지 속도와 성장 속도가 느려진다.

- 자유 사슬 라디칼과 말단 캐핑 라디칼과의 빠른 교환

가역-비활성화 라디칼 중합에는 나이트록사이드 매개 라디칼 중합, 원자 이동 라디칼 중합, 가역-첨가-분열 사슬 이동 라디칼 중합의 세 가지 유형이 있다.

### 나이트록사이드 매개 라디칼 중합
나이트록사이드({\displaystyle \mathrm {R_{1}R_{2}N-O} \cdot })는 자체 반응하지 않는 지속성 라디칼이지만, 탄소 중심 라디칼과 빠르게 결합하기 때문에 전자 스핀 공명 분광기에서 라디칼 덫으로 사용되어 왔다.
나이트록사이드 매개 라디칼 중합의 메커니즘에는 나이트록사이드에 의한 가역적 갇힘과 성장 라디칼의 개방이 포함되어 있다. 닫힌 형태에서 말단기의 구조는 알콕시아민의 형태를 취하고 있다. 알콕시아민 말단기가 분리되는 속도보다 나이트록사이드 라디칼이 사슬 라디칼에 결합하는 속도가 더 빠르기 때문에 {\displaystyle \left[\mathrm {M} \cdot \right]}이 매우 낮고, 따라서 사슬 라디칼의 가역적인 말단 캐핑에 의해 중합이 일어난다. 이때 일어나는 중합은 다음과 같은 특징을 지닌다.
1. 사슬은 일련의 활성-성장-비활성 단계의 순환을 거치며 성장한다.
2. 평형은 반드시 왼쪽으로 기울어야 한다.
3. 대부분의 사슬은 비활성 상태이며 {\displaystyle \left[\mathrm {M} \cdot \right]}은 매우 낮다. 따라서 종결의 확률이 매우 낮지만 성장 속도 또한 낮다.

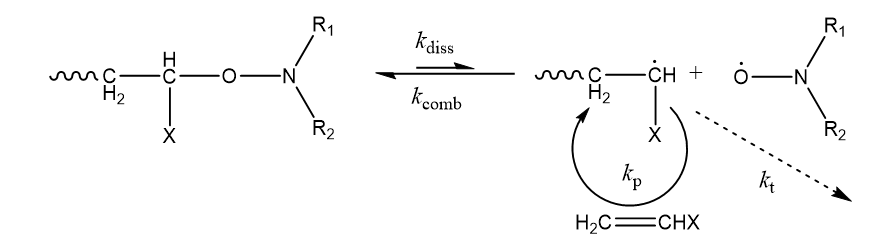
그림 19. NMP를 사용한 가역-비활성화 라디칼 중합의 메커니즘

### 원자 이동 라디칼 중합

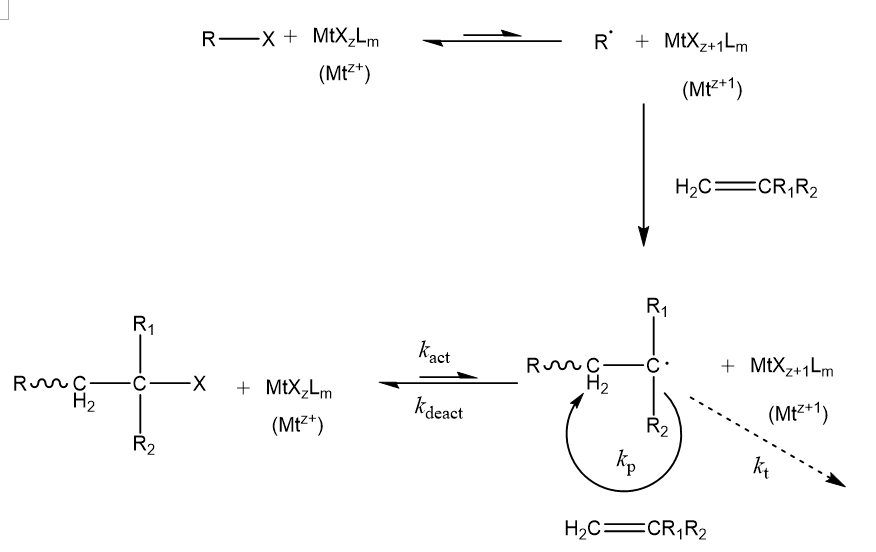
그림 20. ATRP를 사용한 가역-비활성화 라디칼 중합의 메커니즘

전이 금속({\displaystyle \mathrm {M} ^{z+}})을 활성제, 유기 할로젠화물({\displaystyle \mathrm {RX} })을 개시제로 하여 이루어지는 중합 반응이다. 여기에서는 금속 양이온의 단일 전자가 유기 할로젠화물의 할로젠에 이동하여 탄소 라디칼을 형성한다. 따라서 금속 양이온의 산화수는 증가한다({\displaystyle \mathrm {M} ^{z+1}}). 말단에 할로젠 원소가 결합하여 라디칼의 활성을 막으며, 산화수가 증가된 금속 양이온에 의해 말단기의 할로젠 원소가 제거되며 가역적인 활성-비활성 상태에 놓이게 된다. 사슬 라디칼의 가역적인 말단 캐핑에 의한 중합이 일어나며 나이트록사이드 매개 라디칼 중합과 비슷한 특징을 가진다.

### 가역-첨가-분열 사슬 이동 라디칼 중합
가역-첨가-분열 사슬 이동 라디칼 중합(RAFT) 중합은 다이싸이오에스터(dithioester)를 포함한 이동제인 RAFT제를 이용한 자유 라디칼 중합이다. 말단기로 다이싸이오에스터 형태를 가지며, 자유 라디칼을 갖는 활성 사슬의 말단 부위에 RAFT제가 결합함과 동시에 새로운 라디칼이 형성된다. 이때 새로 형성된 라디칼과 기존에 존재하여 RAFT제와 결합하는 라디칼의 반응성이 비슷해야 이러한 사슬 이동 반응이 잘 일어난다. 중합 과정 동안 개시제로부터 발생한 일차 라디칼의 전체 수를 초과하는 RAFT제를 사용함으로써 사슬 라디칼의 포획이 가역적으로 빠르게 이루어지고 대부분의 사슬을 비활성화시킬 수 있다. 이를 통해 이분자 종결의 확률을 크게 낮추고 리빙 중합이 가능해진다.

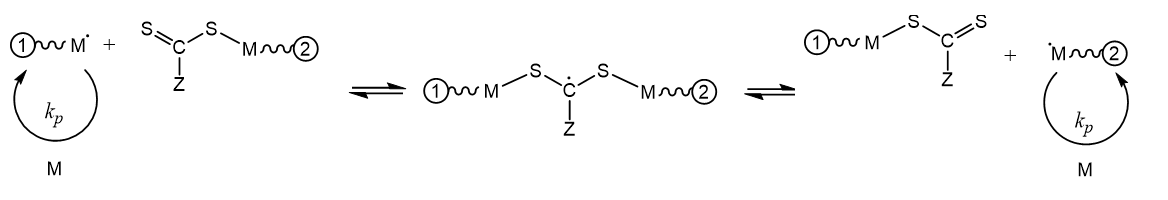
그림 21. RAFT를 사용한 가역-비활성화 라디칼 중합의 메커니즘

## 동역학

### 중합 속도
중합 속도({\displaystyle R_{\mathrm {p} }})는 최종적으로 중합 시 단량체({\displaystyle \mathrm {M} })의 소모 속도이다.
중합 속도를 실험적으로 파악하기 위해 메커니즘의 단계별로 동역학을 분석한다.

#### 개시
개시 반응은 개시제({\displaystyle \mathrm {I} })가 깨져 형성된 자유 라디칼({\displaystyle \mathrm {R} \cdot })을 형성하는 반응과 개시제로 인해 만들어진 자유 라디칼이 단량체 또는 고분자 사슬의 반복 단위({\displaystyle \mathrm {M} })와 반응하는 두 단계로 구성된다.
첫 번째 반응에서 {\displaystyle n}은 개시제({\displaystyle \mathrm {I} }) 분자가 깨져 형성된 자유 라디칼({\displaystyle \mathrm {R} \cdot })의 수를 나타내며, 보통 1 또는 2의 값을 가진다. 반응에서 볼 수 있듯이 개시제로부터 자유 라디칼({\displaystyle R\cdot })이 생성되는 과정이 단량체와 반응하는 두 번째 반응보다 매우 느리므로 첫 번째 단계가 개시 단계의 속도 결정 단계가 된다. 개시 단계의 속도({\displaystyle R_{\mathrm {i} }})는 첫 번째 반응을 통해 조절되어 {\displaystyle R_{\mathrm {i} }}의 정의는 다음과 같다.
{\displaystyle R_{\mathrm {i} }}의 표현은 개시제의 종류에 따라 달라진다.
- 열분해를 통한 개시

열분해를 통한 개시는 가장 일반적인 개시 방법 중 하나이고 반응식은 아래와 같다.
이 반응의 속도 상수는 {\displaystyle k_{\mathrm {d} }}이며 활성 중심의 생성 속도는 다음과 같이 나타낸다.
식에서 나타낸 {\displaystyle f}는 개시제 효율로 중합을 성공적으로 개시시킨 일차 자유 라디칼 {\displaystyle \mathrm {R} \cdot }의 분율이다. 이는 0.3~0.8 범위에 존재하는데, 생성된 라디칼이 모두 성공적으로 중합을 개시하지 않고 부반응을 하여 라디칼의 손실이 발생하기 때문이다. {\displaystyle k_{\mathrm {d} }}는 개시제의 분해 속도 상수이며 계수 2는 하나의 개시제 분자로부터 자유 라디칼 2개가 생성됨을 의미한다.
- 광분해를 통한 개시

개시가 개시제의 광분해에 의해 일어난다면 반응식은 아래와 같다.
이 반응을 통한 활성 중심의 반응 속도는 다음과 같이 표현된다.
{\displaystyle I_{0}}는 입사광의 세기, {\displaystyle \phi }는 개시제 효율의 광화학 당량으로 양자 수율을 의미한다. 마지막으로 {\displaystyle \varepsilon }는 개시제의 몰 흡광 계수이다.
- 산화 환원 결합을 이용한 개시

철 이온을 포함한 쿠밀 과산화수소의 산화 환원 반응을 이용한 개시의 경우 반응 속도는 다음과 같이 표현된다.
{\displaystyle k_{\mathrm {r} }}은 산화 환원 반응의 속도 상수이다. 위 식의 계수는 1이며 이는 반응의 결과 하나의 라디칼만이 형성됨을 의미한다.

#### 성장
성장 단계의 반응은 아래와 같이 나타낼 수 있다.
편의상 개시제로 생성된 {\displaystyle \mathrm {R} }은 생략하여 나타내기로 한다. 긴 사슬의 고분자가 형성되었다고 가정할 때, 개시 단계에서 소모되는 단량체의 양은 성장 단계에서 소모되는 단량체의 양에 비해 무시할 수 있으므로 단량체의 소모 속도를 성장 단계의 속도로 나타낼 수 있다.
이때 성장 반응의 속도 상수 {\displaystyle k_{\mathrm {p} }}는 Flory 균등 반응성 원칙(Flory’s equal reactivity principle)에 의해 성장 사슬에 의해 소모된 양에 비해 무시할 수 있다. 그러므로 속도식은
으로 나타낼 수 있고 모든 라디칼 종의 전체 농도에 해당하는 부분을 {\displaystyle \left[\mathrm {M} \cdot \right]}이라고 한다면{\displaystyle \left(\left[\mathrm {M} \cdot \right]=\sum _{i=1}^{\infty }\left[\mathrm {M} _{i}\cdot \right]\right)} 성장 단계의 속도는 최종적으로 다음과 같이 나타난다.

#### 종결
종결 단계의 반응은 조합과 불균등화 반응으로 나눌 수 있다.
{\displaystyle k_{\mathrm {tc} }}, {\displaystyle k_{\mathrm {td} }}는 각각 조합과 불균등화 반응에 대한 속도 상수이다. 따라서 라디칼이 소멸되는 총 속도는 다음과 같다.
여기서 계수 2와 총 라디칼 종의 농도 {\displaystyle \left[\mathrm {M} \cdot \right]}를 사용하는 것은 사슬 길이와 상관없이 종결 반응에 의해 두 개의 성장 사슬이 소모되기 때문이다. 이를 간단히 나타내면 다음과 같다.
이때 식의 {\displaystyle k_{\mathrm {t} }=k_{\mathrm {tr} }+k_{\mathrm {tc} }}이다. 중합 초기에는 라디칼의 생성 속도가 종결 단계에 의한 소멸 속도에 비해 매우 크다. 그러나 반응에 의해 {\displaystyle \left[\mathrm {M} \cdot \right]}이 급격히 증가하면서 정지에 의한 라디칼 소멸 속도가 증가하게 된다. 반응이 결국 정류 상태 조건(steady-state condition)에 도달하면 라디칼의 소멸 속도와 생성 속도가 일치하게 되어 {\displaystyle \left[\mathrm {M} \cdot \right]}의 변화 속도가 0이 되고 실제로 대부분의 자유 라디칼 중합은 초기 몇 초를 제외하고 정류 상태에서 진행된다. 만약 정류 상태에 도달하지 않고 {\displaystyle \left[\mathrm {M} \cdot \right]}이 지속적으로 증가한다면 반응은 제어가 되지 못하고 폭발이 일어날 수 있다.  그러나 정류 상태에서는 {\displaystyle \left[\mathrm {M} \cdot \right]}이 유지되므로 식을 조합하여 {\displaystyle \left[\mathrm {M} \cdot \right]}을 나타낼 수 있다.
만약 사슬 이동 반응이 중합 중 일어난다고 하더라도 사슬 이동 반응으로 생성된 라디칼이 즉시 새 사슬을 재개시켜 {\displaystyle \left[\mathrm {M} \cdot \right]}에 아무 영향을 미치지 못한다고 가정하면 정류 상태 조건은 다음과 같이 정의된다.
식 (2)와 식 (7)을 조합하면 위 식은 다음과 같이 나타난다.
이를 다시 {\displaystyle \left[\mathrm {M} \cdot \right]}로 나타내면 아래와 같은 결과가 나온다.
이를 식 (6)에 대입하면 {\displaystyle R_{\mathrm {p} }}는 다음과 같다.
개시의 방법에 따라 {\displaystyle R_{\mathrm {i} }}를 대입하는데, 열분해의 경우 식 (3), 광분해의 경우 식 (4), 산화 환원 결합에 의한 개시의 경우 식 (5)를 대입해 {\displaystyle R_{\mathrm {p} }}를 각각 아래와 같이 나타낼 수 있다.

### 수평균 중합도
동역학 분석을 통해 생성된 고분자의 수평균 중합도 {\displaystyle {\bar {x}}_{\mathrm {n} }}를 구할 수 있다. 이는 단위 시간당 소모된 단량체의 몰수와 단위 시간당 생성된 고분자 몰수의 비로 나타난다. 중합 속도와 같이 단순한 동역학적 유도 과정을 기초로 사슬 이동 효과를 무시하게 되면 {\displaystyle ({\bar {x}}_{\mathrm {n} })_{0}}로 수평균 중합도를 나타낼 수 있고 이는 아래와 같다.
식의 분모는 조합에 의해 하나의 고분자가 생성되는 반면 불균등화 반응에 의해 두 개의 고분자가 생성된다는 것을 설명한다. 정류 상태에서는 {\displaystyle \left[\mathrm {M} \cdot \right]}을 식 (8)로 나타낼 수 있으므로 그 결과 수평균 중합도는 아래와 같이 표현된다.
식에서 나타난 {\displaystyle q}는 불균등화 반응으로 진행된 종결 반응의 분율({\displaystyle q=k_{\mathrm {td} }/k_{\mathrm {tc} }})이다. 만약 {\displaystyle q=0}이라면 종결 반응은 모두 조합을 통해 일어나는 것이고 {\displaystyle q=1}이라면 종결 반응은 모두 불균등화 반응에 의해 일어나는 것이다. 개시의 방법에 따라 {\displaystyle R_{\mathrm {i} }}를 대입하는데 열분해의 경우 식 (3), 광분해의 경우 식 (4), 산화 환원 결합에 의한 개시의 경우 식 (5)를 대입하면 각각 아래와 같이 나타낼 수 있다

#### 동역학적 사슬 길이
동역학적 사슬 길이({\displaystyle \nu })는 {\displaystyle {\bar {x}}_{\mathrm {n} }}에 의해 특정되며 종결 반응 전 하나의 사슬 라디칼에 첨가된 반복 단위의 평균 개수를 의미한다. 정류 상태에서 {\displaystyle \nu }는 성장과 종결 반응의 속도비로 나타낼 수 있다.
이를 식 (13)과 비교하면 아래와 같은 관계식을 얻을 수 있다.
만약 종결 반응이 오로지 불균등화 반응에 의해 일어난다면 {\displaystyle {\bar {x}}_{\mathrm {n} }=\nu }이고, 조합에 의해서만 일어난다면 {\displaystyle {\bar {x}}_{\mathrm {n} }=2\nu }이다.

### 사슬 이동의 효과
실험적으로 찾아낸 {\displaystyle {\bar {x}}_{\mathrm {n} }}은 식 (13) 및 그와 유사한 식으로 계산된 {\displaystyle ({\bar {x}}_{\mathrm {n} })_{0}}보다 매우 작은데, 이는 사슬 이동 반응이 사슬 라디칼의 성장을 종결시키는 데 중대한 기여를 하는 것을 의미한다. 사슬 이동 반응은 크게 두 가지로 나누는데, 고분자로의 사슬 이동과 작은 분자로의 사슬 이동이다. 고분자로의 사슬 이동은 형성되는 사슬의 골격 구조에는 큰 영향을 미치나 {\displaystyle {\bar {x}}_{\mathrm {n} }}에는 영향을 미치지 않는다. 이는 사슬 이동 반응 전후의 고분자 분자 수가 일정하기 때문이다.

반면 작은 분자로의 사슬 이동은 {\displaystyle {\bar {x}}_{\mathrm {n} }}에 큰 영향을 미친다. 먼저 작은 분자로의 사슬 이동을 반응식으로 나타내면 다음과 같다.
{\displaystyle {\ce {T}}}와 {\displaystyle {\ce {A}}}는 사슬 이동을 겪는 분자의 일부에 해당하며 사슬 이동의 결과 생성된 {\displaystyle \mathrm {A} \cdot }은 중합을 재개시할 수 있다. 재개시가 빠르다면 중합 속도에 영향을 미치지 않지만 사슬 라디칼의 성장은 일찍 종결되므로 {\displaystyle {\bar {x}}_{\mathrm {n} }}은 작아진다.
자유 라디칼 중합에 존재하는 모든 화학종은 사슬 이동의 잠재적인 근원지이다. 따라서 {\displaystyle {\bar {x}}_{\mathrm {n} }}을 표현할 때 분모에 조합과 불균등화 반응에 의한 종결 반응뿐만 아니라 단량체, 개시제, 용매로의 사슬 이동에 의해 생성된 고분자에 대한 항도 고려하여야 한다. 이는 다음과 같다.
식에서 {\displaystyle k_{\mathrm {trM} },k_{\mathrm {trI} },k_{\mathrm {trS} }}는 각각 단량체, 개시제, 용매로의 사슬 이동에 대한 속도 상수이다. 정류 상태 조건에서는 {\displaystyle \left[\mathrm {M} \cdot \right]}을 식 (8)로 나타낼 수 있으므로 위 식을 아래와 같이 나타낼 수 있다.
이 식은 Mayo-Walling 식이라고 하고 다음과 같은 형태로 사용한다.
{\displaystyle ({\bar {x}}_{\mathrm {n} })_{0}}는 식 (13)에 의해 주어지며 {\displaystyle C_{\mathrm {M} },C_{\mathrm {I} },C_{\mathrm {S} }}는 이동 상수로 사슬 이동 반응의 각 형태에 대한 {\displaystyle k_{\mathrm {tr} }/k_{\mathrm {p} }}을 의미한다. 따라서 모든 농도, 속도 상수, 이동 상수를 정확히 안다면 식 (17)을 통해 수평균 중합도를 정확히 예측할 수 있다.

### 몰 질량 분포
선형 단계 중합의 통계적 분석은 자유 라디칼 중합에 의해 생성된 고분자들에 대한 몰 질량 분포의 예측으로 확장 가능하다. 그러나 자유 라디칼 중합은 활성 중심의 성장이 다양한 다른 반응들에 의해 중지되고 형성된 고분자의 몰 질량은 {\displaystyle \left[\mathrm {M} \right]}과 {\displaystyle \left[\mathrm {I} \right]}의 다른 감소 속도에 의해 시간에 따라 달라지기 때문에 분석을 단순화할 필요가 있다. 그러므로 {\displaystyle \left[\mathrm {M} \right],\left[\mathrm {I} \right]}를 상수로 간주할 수 있는 낮은 전환에서만 유도된 식을 사용할 수 있다.
활성 중심이 성장할 확률로서 새로운 지수 {\displaystyle \beta }를 정의할 수 있다. {\displaystyle \beta }는 활성 중심이 겪을 수 있는 모든 반응 중 성장이 일어날 비율로 나타낸다.
이는 단계 중합에서의 반응도 {\displaystyle p}와 유사하다. 그러나 자유 라디칼 중합의 경우 {\displaystyle N}은 형성된 고분자 분자의 전체 수이고, {\displaystyle N_{0}}는 중합된 단량체 분자들의 전체 수이다.

#### 불균등화 또는 사슬 이동에 의한 종결
활성 중심의 성장이 불균등화 반응과 사슬 이동에 의해 종결되는 각 경우는 생성된 고분자 사슬의 길이가 종결 직전 사슬 라디칼의 길이와 동일하다. 반복 단위 {\displaystyle i}의 고분자 {\displaystyle \mathrm {P} _{i}}가 생성될 때를 가정해 보자. 이는 개시 이후 {\displaystyle (i-1)}번의 성장 반응으로 발생한다. 하나의 성장 반응이 일어날 확률은 {\displaystyle \beta }이므로 {\displaystyle (i-1)}번의 성장 반응이 일어날 확률은 {\displaystyle \beta ^{(i-1)}}에 해당한다. 마지막으로 정지 반응이 일어날 확률은 {\displaystyle (1-\beta )}이므로 중합도 {\displaystyle i}를 가지는 고분자 {\displaystyle \mathrm {P} _{i}}가 만들어질 확률인 {\displaystyle P(i)}는 아래와 같다.
식 (18), (19)는 이러한 종결로 인해 만들어진 고분자의 통계적 분석이 선형 단계 중합의 통계적 분석과 유사하다는 것을 보여준다. 선형 단계 중합의 통계적 분석을 이용해 불균등화 반응과 사슬 이동에 의한 종결 반응을 통해 만들어진 라디칼 중합 고분자의 몰 질량 분포를 보면 아래와 같다.
그러므로 긴 분자의 형성에 대해 {\displaystyle \beta \rightarrow 1}이므로 {\displaystyle {\bar {M_{\mathrm {w} }}}/{\bar {M_{\mathrm {n} }}}\rightarrow 2}이다.

#### 조합에 의한 종결
조합에 의한 종결은 두 성장하는 사슬이 함께 결합하여 일어나므로 불균등화나 사슬 이동에 대한 종결보다는 복잡하다. 중합도 {\displaystyle i}의 고분자 {\displaystyle \mathrm {P} _{i}}는 길이 {\displaystyle j}의 성장 사슬과 {\displaystyle (i-j)}의 성장 사슬의 조합에 의해 종결 반응을 일으켜 발생한다. 이때 고분자 {\displaystyle \mathrm {P} _{i}}가 생성될 확률은 아래와 같다.
식 (19)에 의해 {\displaystyle P(j)=(1-\beta )\beta ^{(j-1)}}, {\displaystyle P(i-j)=(1-\beta )\beta ^{(i-j-1)}}이므로 위 식을 다음과 같이 나타낼 수 있다.
위 식을 단순화하면
로 나타낼 수 있다. 위 식은 형성된 고분자에 대한 몰 분율 분포를 설명하고 수평균 몰 질량을 유도하기 위해 사용한다.
이고 {\displaystyle M_{i}=iM_{0}}({\displaystyle M_{0}}=반복 단위의 몰 질량)이므로 식 (20)을 이용하면 다음과 같이 수평균 몰 질량을 나타낼 수 있다.
이를 수학적으로 밝혀진 관계인
를 사용하면
로 간단히 나타낼 수 있다.
질량 평균 몰 질량 {\displaystyle {\bar {M_{\mathrm {w} }}}}는 {\displaystyle i}-mer에 대한 질량 분율 {\displaystyle w_{i}}에 대한 표현을 얻어야 한다. {\displaystyle i}-mer의 전체 개수인 {\displaystyle N_{i}}는
로 나타낼 수 있으며, 두 성장 사슬은 조합 반응에 의해 종결되므로
로 나타낼 수 있다. 위 식 (21), (22), (23)을 이용해 {\displaystyle w_{i}}을 나타내면 아래와 같다.
이때 {\displaystyle {\bar {M_{\mathrm {w} }}}=\sum w_{i}M_{i}(M_{i}=iM_{0})}이므로
로 나타낸다. 위 식은 알려진 수학적 관계인
으로 간단하게 나타낼 수 있으며 아래와 같다.
식 (21)과 식 (24)를 통해 조합에 의한 종결에 대한 몰 질량 분포가 아래와 같이 나타난다.
긴 분자들의 형성에 의해 {\displaystyle \beta \rightarrow 1}이므로 {\displaystyle {\bar {M_{\mathrm {w} }}}/{\bar {M_{\mathrm {n} }}}\rightarrow 1}이다. 이는 불균등화나 작은 분자들로의 사슬 이동에 의한 종결보다 조합에 의한 종결로 형성된 고분자의 몰 질량 분포가 더 좁게 나타남을 의미한다.
이때 고분자로의 사슬 이동은 몰 질량 분포에 영향을 미치지 않는데, 이는 사슬 이동이 형성된 고분자 분자 수에는 어떠한 변화도 미치지 않기 때문이다. 특히 분자 내에서 사슬 이동이 일어나면 단순히 짧은 사슬 가지를 만들어 골격 구조에만 영향을 미치므로 몰 질량 분포에는 영향을 미칠 수 없다. 그러나 고분자로의 사슬 이동이 분자 간에 진행되면 사슬 라디칼이 빠르게 종결되거나 생성된 고분자가 다시 활성화되어 더 긴 사슬을 만들 수 있게 하므로 몰 질량 분포가 넓어지게 만들고 질량 평균 몰 질량({\displaystyle {\bar {M_{\mathrm {w} }}}})의 증가를 유발한다({\displaystyle {\bar {M_{\mathrm {n} }}}}에는 영향을 미치지 못함).

### 온도의 영향
중합 속도와 중합도는 온도 의존성이 존재한다. 이는 각각의 속도 상수의 온도 의존성으로부터 유발 되는 것으로 반응의 Arrhenius 식과 관련이 있다.
{\displaystyle A_{\mathrm {d} },A_{\mathrm {p} },A_{\mathrm {t} },A_{\mathrm {tr} }}은 각 반응에 대한 충돌 인자(온도에 독립)이고 {\displaystyle E_{\mathrm {d} },E_{\mathrm {p} },E_{\mathrm {t} },E_{\mathrm {tr} }}은 각 반응의 활성화 에너지, {\displaystyle R}는 기체 상수이다.
이 관계식을 통해 활성화 에너지가 온도의 변화에 따른 속도 상수 값의 변화 정도의 크기를 결정한다. 식 (10), (14)를 통해 열분해 개시에 대한 {\displaystyle R_{\mathrm {p} }}와 {\displaystyle ({\bar {x}}_{\mathrm {n} })_{0}}이 어떤 속도 상수에 비례하는지 알 수 있다. {\displaystyle R_{\mathrm {p} }\propto k_{\mathrm {p} }k_{\mathrm {d} }^{1 \over 2}k_{\mathrm {t} }^{1 \over 2}}, {\displaystyle ({\bar {x}}_{\mathrm {n} })_{0}\propto k_{\mathrm {p} }/k_{\mathrm {d} }^{1 \over 2}k_{\mathrm {t} }^{1 \over 2}}이다. 이를 Arrhenius 식에 적용시켜 온도와 관련된 대수와 미분의 형태로 얻게 되면 다음과 같다.
이때 {\displaystyle E_{\mathrm {d} }\gg E_{\mathrm {p} }>E_{\mathrm {t} }}이므로 {\displaystyle {\frac {\mathrm {d} (\ln {R_{\mathrm {p} }})}{\mathrm {d} T}}}는 양이고 중합 속도는 온도와 함께 증가한다. 반면 {\displaystyle {\mathrm {d} {\ln {({\bar {x}}_{\mathrm {n} })_{0}}} \over \mathrm {d} T}}는 음이므로 온도가 증가함에 따라 중합도가 감소하는 것을 볼 수 있다. 이는 온도의 증가가 {\displaystyle \left[\mathrm {M} \cdot \right]}을 증가시키기 때문이다. 중합 속도 {\displaystyle R_{\mathrm {p} }\propto \left[\mathrm {M} \cdot \right]}이기도 하지만 종결 속도 {\displaystyle R_{\mathrm {t} }\propto \left[\mathrm {M} \cdot \right]^{2}}이므로 종결 속도가 더 크게 증가해 {\displaystyle ({\bar {x}}_{\mathrm {n} })_{0}}는 감소하게 되는 것이다.

광분해에 의해 개시가 시작되면 식 (26), (27)에서 {\displaystyle E_{\mathrm {d} }}에 대한 항이 소거된다. 그러므로 광분해에 의한 개시로 중합이 이루어진다면 중합 속도와 중합도 모두가 온도가 올라감에 따라 모두 증가하는 것을 볼 수 있다. 이는 성장 속도 상수가 종결 속도 상수보다 온도에 민감하기 때문이다.

{\displaystyle {\bar {x}}_{\mathrm {n} }}의 경우 이동 상수 {\displaystyle C_{\mathrm {tr} }}의 온도 의존성에 의존한다. {\displaystyle C_{\mathrm {tr} }=k_{\mathrm {tr} }/k_{\mathrm {p} }}이므로 중합 속도와 중합도에 대한 분석은 다음과 같다.
일반적으로 {\displaystyle E_{\mathrm {tr} }>E_{\mathrm {p} }}이므로 이동 상수는 온도와 함께 증가한다. 그러므로 사슬 이동은 온도가 증가함에 따라 중요한 반응이 되고 {\displaystyle {\bar {x}}_{\mathrm {n} }}의 감소에 지속적으로 기여한다.

#### 천장 온도(Ceiling temperature)
온도와 함께 예측되는 {\displaystyle R_{\mathrm {p} }}의 지속적인 증가는 성장 반응이 비가역적이라는 가정이 있어야 한다. 실제로 성장 반응은 가역적이며 이 가정이 옳지 않다. 성장 반응의 역반응을 역성장이라고 명칭하며 성장 반응을 다음과 같이 표현 가능하다.
평형 조건에서의 열역학적 분석은 아래의 식을 따른다.
여기서 {\displaystyle \Delta G_{\mathrm {p} }^{\ominus }}는 성장에 대한 표준 Gibbs 자유 에너지이고 {\displaystyle K_{\mathrm {p} }}는 아래와 같이 나타낼 수 있다.
이를 {\displaystyle \Delta G_{\mathrm {p} }^{\ominus }=\Delta H_{\mathrm {p} }^{\ominus }-T\Delta S_{\mathrm {p} }^{\ominus }}식에 모두 치환해 보면 아래와 같은 식이 도출된다.
여기서 {\displaystyle \Delta H_{\mathrm {p} }^{\ominus },\Delta S_{\mathrm {p} }^{\ominus }}는 각각 성장에 대한 표준 엔탈피 변화와 엔트로피 변화이다. 성장은 불안정한 π 결합으로부터 σ 결합을 형성하는 반응과 관련 있으므로 {\displaystyle \Delta H_{\mathrm {p} }^{\ominus }}가 음의 값을 갖는다. 이는 중합이 발열 반응임을 의미한다. 그러나 성장은 계에서 무질서함을 감소시켜 {\displaystyle \Delta S_{\mathrm {p} }^{\ominus }}가 음의 값을 가지게 된다. 이는 역성장을 촉진하는 인자가 된다. 따라서 온도의 증가에 따라 역성장이 촉진되고 {\displaystyle K_{\mathrm {p} }}가 감소하므로 {\displaystyle \mathrm {\left[M\right]_{eq}} }는 온도의 증가와 함께 증가한다. 여기서 천장 온도 {\displaystyle T_{\mathrm {c} }}란 성장이 발생하지 않고 {\displaystyle \mathrm {\left[M\right]_{eq}} }가 벌크의 단량체 농도인 {\displaystyle \mathrm {\left[M\right]_{bulk}} }와 동일해지는 온도에 해당한다. 식 (29)를 온도에 대한 식으로 다시 나타내면
가 된다. 대부분의 단량체들은 {\displaystyle T_{\mathrm {c} }}가 라디칼 중합이 일어나는 온도보다 고온이므로 제한 요소가 아니나, 특정 단량체들은 {\displaystyle T_{\mathrm {c} }}가 일반적으로 라디칼 중합이 일어나는 온도보다 낮아서 낮은 온도에서만 중합시킬 수 있다. 보통 부피가 큰 치환기를 갖는 1-1-이치환(disubstituted) 단량체들이 이런 경우에 속하고 고분자 사슬의 인접 반복 단위에 있는 치환기들의 입체 상호 작용으로 {\displaystyle \Delta H_{\mathrm {p} }^{\ominus }}가 감소하여 나타난다.

## 라디칼 중합 공정

### 산업적 라디칼 중합 반응조의 유형
중합 반응조(reactor)는 반응물이 반응 용기에 첨가되는 방법에 따라 분류할 수 있다.
- 회분식(Batch) 반응조: 모든 반응물들이 처음부터 반응 용기에 채워지고 중합 과정 중간에는 어떠한 물질도 반응조에 첨가되거나 반응조에서 제거되지 않는다. 1회분의 중합이 완료되면 반응조는 다음 회분의 반응을 위해 비워진다. 회분식 반응조는 조작이 단순하지만 그만큼 중합을 조절하는 것이 최소화된다. 따라서, 단량체의 상이한 반응성비로 형성되는 공중합의 경우 공중합체의 조성이 넓은 분포를 가지게 된다. 반면에, 회분식 반응조는 새로운 반응 조건과 새로운 생성물을 위한 설정이 용이하다.

- 반회분식(Semibatch) 또는 반연속식(semicontinuous) 반응조: 중합 중간에 시작 물질이 첨가되거나 생성물이 제거될 수 있다. 종종 전체 반응물 중 일부만이 처음부터 반응조에 채워져 중합이 시작되다가, 반응 속도, 분자량, 공중합체 조성이나 분포 등과 같은 다양한 변수들을 통제하기 위해 반응 중간에 반응물이 추가된다.

- 연속식(Continuous) 반응조: 반응물과 생성물이 각각 도입되거나 제거되는 동시에 소모되지 않은 반응물이 연속적으로 제거될 수 있다. 연속식 반응조는 연속 교반 탱크 반응조(continuous stirred tank reactors, CSTR), 관형 연속 반응조(plug flow reactors, PFR), 또는 두 가지의 혼합 등을 포함한다. 중합은 단일 반응조에서 일어나기도 하고 단량체의 전환율이 점차 증가하는 다단계 반응조에서 일어나기도 한다. 연속식 반응조는 주로 큰 부피를 가진 고분자의 중합에 선호되며, 간편한 조작, 높은 처리 속도, 일관적인 생성물 품질, 낮은 작동 비용 등의 장점을 가지고 있다.

### 벌크 중합(Bulk polymerization)
단량체와 단량체에 용해되는 개시제만 포함되는 중합으로, {\displaystyle \left[\mathrm {M} \right]}은 최댓값을 가지게 되고 이는 중합 온도에서 알려진 {\displaystyle \mathrm {M_{0}} }(단량체의 몰 질량)로부터 g cm-3에서 mol dm-3의 단위로 전환된 벌크 단량체의 밀도에 의해 정의된다. 높은 농도의 단량체는 높은 중합 속도와 높은 중합도를 유도한다.

### 용액 중합(Solution polymerization)
단량체가 용액상에서 중합되는 경우이다. 용매는 개시제와 단량체뿐만 아니라 생산된 고분자도 용해시킬 수 있는 것으로 선택되어야 한다. 용매는 반응 매개의 점성도를 줄일 수 있는 범위에 포함되어야 하는데 이는 전체 전환 범위에서 효과적으로 교반되어 열전달을 좋게 하고 자체촉진(autoacceleration)을 제거하기 위해서이다.

### 현탁 중합(Suspension polymerization)
비활성 매개에서 반응 혼합물이 작은 방울들로 떠 있는 벌크 중합이다. 개시제, 단량체, 고분자는 반드시 현탁 매개에 불용성이어야 한다. 따라서 현탁 중합은 물에 매우 낮은 용해도를 갖는 단량체와 고분자에 대해 사용된다.
반응 전반에 걸쳐 격렬한 교반이 일어나는데, 전형적으로 터빈 교반기와 차단된 반응기를 사용한다. 물의 낮은 점성도와 높은 열전도도, 그리고 분산된 방울들의 높은 표면적은 열 전달을 좋게 한다. 각각의 방울은 일반적인 동역학이 적용되는 작은 벌크 중합 반응조의 역할을 한다. 높은 전환에서 자체촉진이 발생할 수 있지만 매우 향상된 열 소실 때문에 벌크 중합에서보다 더욱 잘 조절될 수 있다. 이러한 작은 방울들은 바로 고분자로 전환되어 전형적으로 0.05~2 nm의 지름을 갖는 단단하고 점성이 없는 알갱이(bead)의 형태로 생성되며 여과 또는 원심 분리에 의해 쉽게 분리된다.

### 유화 중합(Emulsion polymerization)
개시제가 단량체에서는 용해하지 않고 수성 분산매에서만 용해한다. 음이온의 계면 활성제 분자는 한쪽 끝에 소수성 탄화수소 사슬이 있으며 그것에 연결된 친수성 음이온 머리와 회합되어 있는 반대 이온이 있다. 그 분자의 소수성 꼬리의 영향으로 물에 낮은 분자 용해도를 나타내어 임계 마이셀 농도(critical micelle concentration, CMC)에 이르면 분자들이 100단위로 뭉쳐 마이셀의 구형 응집체를 형성한다. 이렇게 형성된 마이셀을 통해 고분자의 합성이 이루어지는 방식이 유화 중합이다.

## 라디칼 중합의 응용

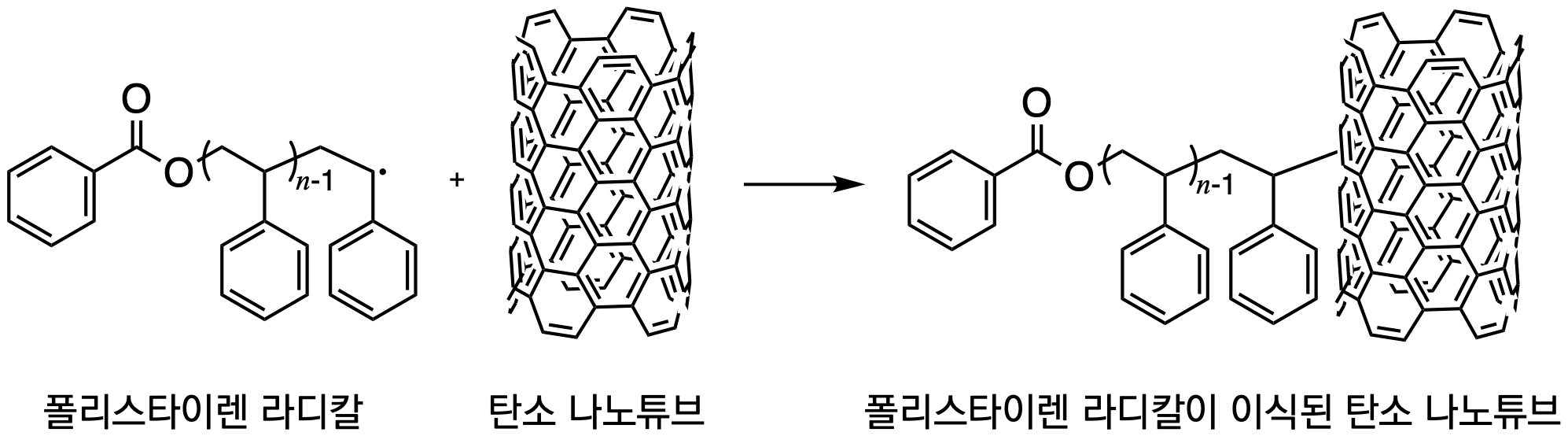
그림 24. 라디칼 중합을 이용한 탄소 나노튜브 기능화

자유 라디칼 중합은 폴리스타이렌, 열가소성 블록 공중합 탄성체, 심혈관 스텐트(stent), 화학적 계면 활성제, 그리고 윤활유 등의 제조에 적용되고 있다. 구역(Block) 공중합체는 접착제, 신발, 장난감 등에 널리 이용되고 있다.

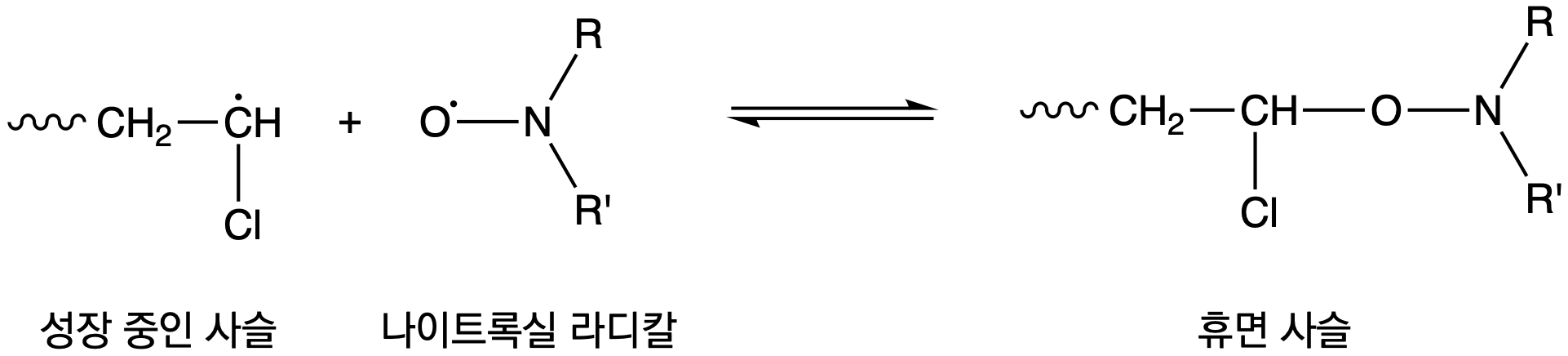
그림 23. 라디칼 중합을 이용한 폴리(염화 바이닐)의 중합

- 폴리(염화 바이닐)(PVC) 합성

상업적으로 생산되는 PVC는 라디칼 중합 과정을 통해서만 생산된다. 역사적으로는 유화 중합(1930년)과 현탁 중합(1934년)으로 주로 합성되다가 1962년에 이르러 벌크 중합 공정도 개발되었다. PVC 생산 공정 중 수용성 현탁 및 유화 라디칼 중합이 가장 중요하며, 세계적으로 PVC 총 생산량의 12~15%를 차지한다. 더 나중의 기술인 벌크 중합을 이용한 공정은 높은 비중을 차지하지는 않는다.
염화 바이닐의 라디칼 중합은 주로 단량체로의 사슬 이동에 의해 결정된다. 가장 중요한 결과는 고분자의 분자량이 개시제 농도의 영향을 거의 안 받는 편이고, 주로 중합 온도에 의해 조절된다는 것이다. 따라서, 중합 공정을 더 잘 통제하려는 많은 시도가 있었으나 염화 바이닐과 같은 단량체에는 ATRP가 적용될 수 없어 중합 반응을 조절하는 다른 방법이 강세를 보이고 있다.
중합을 조절하는 한 가지 방법은 나이트록사이드 매개 자유 라디칼 중합이다. 여기에서는 중합의 시작이나 중간 단계에서 안정한 나이트록사이드 라디칼이 일반적인 자유 라디칼 개시제와 함께 첨가된다. 이를 통해 단위체로의 사슬 이동 단계의 수가 제한되어 더 높은 분자량의 폴리(염화 바이닐)의 합성이 가능하다.
- 탄소 나노튜브(CNT) 기능화

자유 라디칼 중합은 탄소 나노튜브(CNT)를 기능화하는 연구 분야에서도 사용되고 있다. CNT의 고유한 전자적 특성으로 인해 CNT는 용액에서 큰 응집체를 형성하여 추가적인 응용이 불리하다. 그러나 CNT의 외벽에 작은 화학적 작용기를 첨가하면 이러한 경향을 제거하여 주위 환경에 대한 반응을 조절할 수 있다. 작은 분자들 대신에 고분자를 사용하면 CNT의 특성을 바꿀 수 있다(역으로, CNT도 고분자의 전자적 특성을 변화시킬 수 있다). 예를 들어, 우선 사슬 라디칼 중합을 통해 폴리스타이렌을 중합하고 이를 130 °C에서 탄소 나노튜브와 혼합함으로써 라디칼을 형성하고, 이를 탄소 나노튜브의 외벽에 이식(graft)함으로써 탄소 나노튜브를 폴리스타이렌으로 코팅할 수 있다. 이식하는(Grafting to) 사슬 중합은 이미 결정된 특성을 가진 고분자를 합성한다. 고분자의 정제를 통해 이식 이전에 더 균일한 길이 분포를 얻을 수 있다. 역으로, ATRP나 NMP와 같이 이식 받는(grafting from) 중합은 고분자량 고분자의 빠른 성장을 가능하게 한다.
- 나노 복합 하이드로젤(Nanocomposite hydrogels) 합성

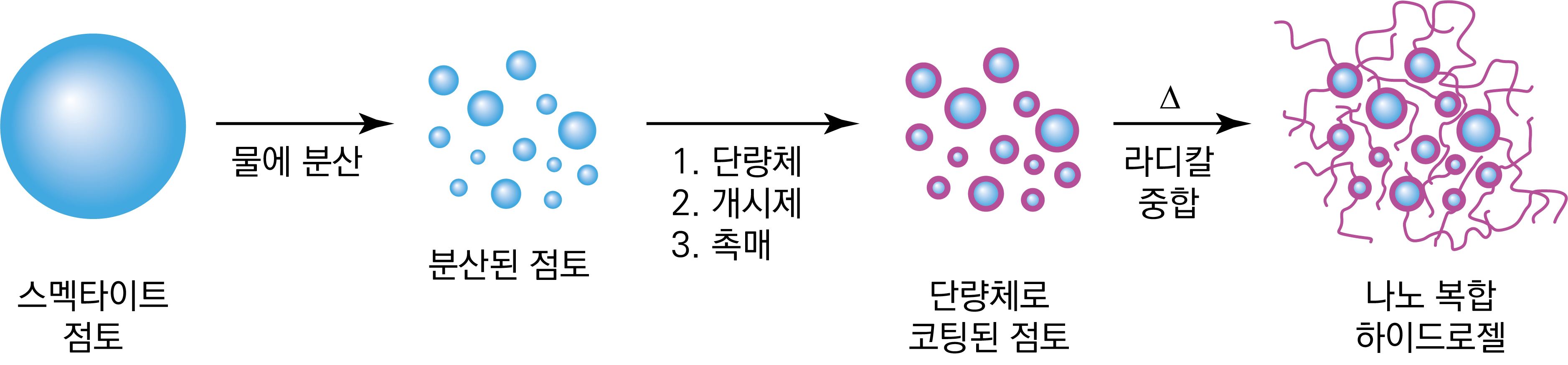
그림 25. 라디칼 중합을 이용한 나노 복합 하이드로젤 형성

라디칼 중합은 나노 복합 하이드로젤의 합성에도 이용된다. 이러한 젤은 망상 고분자로 둘러싸인 수팽창성(water-swellable) 나노 스멕타이트(smectites) 점토로부터 만들어진다. 이 점토는 생체에 적합하고 합성 조직과 같은 곳에 응용될 수 있는 기계적 특성(유연성, 강도 등)을 가진다. 합성은 자유 라디칼 중합 과정을 포함한다. 일반적인 합성 과정은 그림 25에 나타나 있다. 점토가 물에 분산되면 미세한 다공성 판을 형성한다. 다음으로 개시제와 촉매가 첨가되고, 이어 유기 단량체(일반적으로 아크릴아마이드나 그 유도체)를 첨가한다. 개시제는 유기 단량체보다 점토와의 상호작용이 더 강하기 때문에 점토 표면에 흡착된다. 혼합물과 물 용매는 중합을 개시하기 위해 가열한다. 고분자들이 개시제로부터 성장하며 점토에 결합된다. 재조합과 불균등화 반응으로 인해, 성장하는 고분자 사슬은 서로 결합하면서 강하게 가교된 망상 고분자를 형성한다. 이때 점토 입자가 다수의 고분자 사슬을 연결하는 가교 부위가 된다. 이러한 맥락에서의 자유 라디칼 중합을 통해 다양한 범위의 기질로부터 고분자를 합성하는 것이 가능하다. 사슬 중합에 특이적인 종결 반응은 유연하고 물리적으로 강하며 생체에 적합한 재료를 생성한다.
- 폴리(메타크릴산 2,2,6,6-테트라메틸피페리딘-1-옥시-4-일)(PTMA) 합성

라디칼 고분자 유리 PTMA는 일반적인 반도체 고분자보다 전기 전도성이 10배 정도 더 높다. PTMA는 투명 태양 전지, 휴대 전화 디스플레이의 정전기 방지 및 눈부심 방지 코팅, 항공기에서 낙뢰에 의한 피해를 줄이기 위한 정전기 방지 마감, 유연성이 있는 플래시 드라이브, 그리고 열전(thermoelectric) 장치 등 다양한 곳에 사용된다. 실용성을 위해서는 전기 전도성을 100에서 1,000배까지 증대시키기도 한다.

## 같이 보기
- 중합체
- 중합
- 단계 성장 중합